# Stelle-Wittenwurth

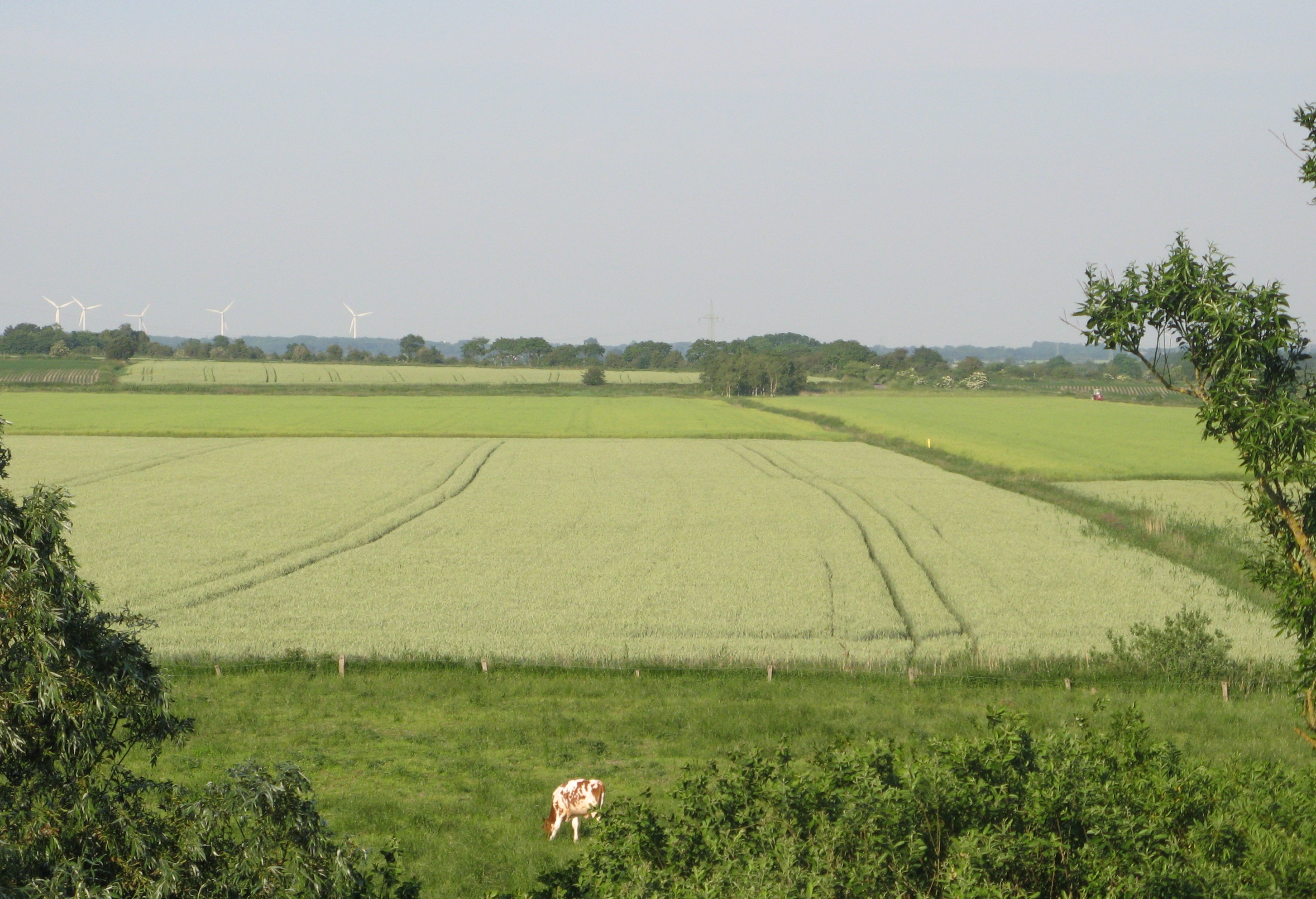
Blick über die Getreidefelder auf der Geest

Stelle-Wittenwurth ist eine Gemeinde im Kreis Dithmarschen in Schleswig-Holstein.

## Geografie

### Geografische Lage
Das Gebiet der Gemeinde Stelle-Wittenwurth erstreckt sich im Ostteil des Naturraums Dithmarscher Marsch in südlicher Fortsetzung vom Lundener Donn am Marschengewässer des Ruthenstroms. Im Gemeindegebiet mündet von orografisch links der Brandstrom.

### Ortsteile
Die Gemeinde umfasst siedlungsgeografisch die namentlich im Gemeindenamen verbundenen einzelnen Wohnplätze Stelle und Wittenwurth, welche beide als Dorf eingestuft sind.

### Nachbargemeinden
Das Gemeindegebiet von Stelle-Wittenwurth wird direkt umlagert von jenen der Gemeinden:
| Hemme        | Rehm-Flehde-Bargen                          | Fedderingen  |
|              | Kompassrose, die auf Nachbargemeinden zeigt |              |
| Neuenkirchen |                                             | Weddingstedt |

## Geschichte
Bereits in der Steinzeit muss es nach Urnenfunden bei Stelle eine Siedlung gegeben haben. Um 1200 erscheint das Dorf Stelle im Güterverzeichnis des Klosters Neumünster-Bordesholm (Quelle: Walter Kühl „Überlieferungen über das Dorf Stelle“). Woher der Name Stelle-Wittenwurth stammt, ist schwer zu deuten. Um das Jahr 1222 wurden die Orte Stelle und Wittenwurth auf die Namen Sybern de Stella und Boge sowie Ove Wittenstad zurückgeführt. Im Jahre 1329 wurde der Ort Stelle als Stella erwähnt (lt. Dorfchronik 1559–1959 aus: Dithmarscher Landeskunde 9. Jahrgang, S. 8).
Die Stellerburg, die auf Weddingstedter Gemeindegebiet liegt, ist eine sächsische Ringwallanlage, die aus der Zeit vor dem Karl dem Großen stammt und an der strategischen günstigen Stelle zur Verteidigung gegen die Wikinger diente. Sie wurde im 10. Jahrhundert aufgegeben. Die Bauerschaft Stelle-Wittenwurth ist eine der ältesten im Lande. Die erste Beliebung stammt aus dem Jahre 1562. Heute gibt es nur noch drei landwirtschaftliche Betriebe im Ort. Stelle-Wittenwurth liegt an der Bahnstrecke Hamburg–Westerland. Bis Anfang der 1980er Jahre war in Wittenwurth ein Haltepunkt.
Am 1. April 1934 wurde die Kirchspielslandgemeinde Weddingstedt aufgelöst. Alle ihre Dorfschaften, Dorfgemeinden und Bauerschaften wurden zu selbständigen Gemeinden/Landgemeinden, so auch Stelle-Wittenwurth.

## Politik

### Gemeindevertretung
Bei der Kommunalwahl am 14. Mai 2023 wurden insgesamt neun Sitze vergeben. Von diesen erhielt das Allgemeine Wählerbündnis Stelle-Wittenwurth fünf Sitze und die Allgemeine Wählergemeinschaft Stelle-Wittenwurth vier Sitze.

### Wappen
Blasonierung: „Geviert von Grün und Silber mit aufgebogener Teilungslinie; in vertauschten Farben überdeckt oben mit einem Bauernhaus (Frontalansicht), unten mit zwei auswärts weisenden, an den Stielen sich kreuzenden, aufrechten Eichenblättern.“
Die Gemeinde liegt am Rande der schleswig-holsteinischen Marschlandschaft auf dem Rücken einer Dünenkette, die sich als ehemalige Uferzone der Nordsee bis in das südwestliche Schleswig-Holstein hineinzieht. Auf dieser „weißen, sandigen Wurth“ bauten die ersten Siedler, geschützt vor den Fluten der Nordsee, ihre ersten Behausungen, die ebenso wie das umgebende, dem Meer abgewonnene Marschland über die Jahrhunderte landwirtschaftlich geprägt waren. Die senkrechte Wappenteilung mit dem doppelten Farbwechsel zwischen Silber und Grün symbolisiert die erdgeschichtlich bedeutsame Situation zwischen dem Meer und dem Festland. Ein giebelständiges, in dieser Region typisches Bauernhaus auf einer leichten Anhöhe (Wurth) bezieht sich auf den Ortsnamen Wittenwurth. Die gekreuzten Eichblätter weisen darauf hin, dass hier am Rande der Marsch ehemals ausgedehnte Eichenmischwälder standen.

## Persönlichkeiten
- Bärbel Wolfmeier (* 1966), Radiomoderatorin und niederdeutsche Autorin